# كاتيا بيرنس
كاتيا بيرنس (بالألمانية: Katja Behrens)‏ هي مترجمة ومؤلفة وكاتِبة ألمانية، ولدت في 18 ديسمبر 1942 في برلين في ألمانيا.

## وصلات خارجية
- كاتيا بيرنس على موقع IMDb (الإنجليزية)
- كاتيا بيرنس على موقع مونزينجر (الألمانية)